# Грибков, Люциан Дмитриевич
Люциа́н Дми́триевич Грибко́в (1921—1976) — художник, представитель второй волны русского авангарда, участник группы «Новая реальность» Элия Белютина.

## Биография
Люциан Грибков окончил Московский полиграфический техникум. В 1956 году присоединился к студии Элия Белютина «Новая реальность», вместе с которой выставлялся, в том числе и в Абрамцево. В 1962 году он принял участие и в скандальной Манежной выставке. В 1969 году Грибков вместе с Владиславом Зубаревым провел выставку в своей мастерской, которая была разогнана милицией всего через день после открытия. Это событие серьёзно сказалось на Грибкове и его дальнейшем творчестве: когда у художника отняли мастерскую, он стал меньше работать, со временем перестал посещать студию Белютина.
В 1976 году в возрасте 55 лет Грибков умер.

## Творчество Люциана Грибкова
Эстетика ранних работ Грибкова созвучна тематике шестидесятников: поэтизация советской повседневности, лирика будней, сменившая героический накал. Во время пароходных поездок, организованных Белютиным, он создает индустриальные и деревенские пейзажи. Уже в этих работах ощущается готовность художника к эксперименту. В отличие от напряжённого ритма города природу Грибков изображает иными средствами. Художник выбирал для них более сложный колорит с яркими цветами, хаотичным рисунком с множеством мелких деталей, которых был лишен урбанистический вид.
В конце 60-х — начале 70-х гг. Грибков обращается к более обобщённым формам, абстрагируется от реальных образов. Из всех художников студии его отход от фигуративной живописи был самым решительным. Для достижения наивысшей степени пластической выразительности он часто обращался к сочетанию таких материалов, как бумага и темпера, бумага, картон и масло, играл с пастозными красочными и различными бумажными фактурами.
Грибков пришёл к беспредметному построению картины в результате постепенного отхода от натуры. Его абстрактные композиции очень мощные и резкие. Если раньше для создания воздействующего образа ему было достаточно деформации формы, распределения цветовых акцентов и построения выступающего пространства, то теперь он полностью отрывается от предметной «основы», оставляя в качестве инструмента только живописные средства.

## Выставки
- 1962, ноябрь — «Таганская» выставка. Б.Коммунистическая улица. Москва.
- 1962, декабрь — Выставка 30-летия МОСХа. Манеж. Москва.
- 1964—1969 — 1-6 Абрамцевские выставки. Совместно со студией «Новая реальность».
- 1969 — Персональная выставка, совместно с В. Зубаревым во Вспольном переулке, д. 1. Москва.